# Isodontia bruneri
Isodontia bruneri är en biart som först beskrevs av Fernald 1943.  Isodontia bruneri ingår i släktet Isodontia och familjen grävsteklar. Inga underarter finns listade i Catalogue of Life.